# Ожиш (озеро)
Озеро О́жиш — озеро в Польщі, у Вармінсько-Мазурському воєводстві, яке входить до комплексу Великих Мазурських Озер, що розташоване не подалік міста Ожиш.

## Найголовніші дані
Тип озера — льодовикове. Площа — близько 11 км2. Висота на рівнем Балтійського моря — 117 м. Озеро розтягнуте з південного-заходу на північний-схід. Берегова лінія порізана сильно — характеризується затоками різних форм і розмірів, півостровами з вузькими мисами.
На озері розташовані 10 островів загальною площею близько, 74 км2. Найбільшим з них є Ружаний Острів (пол. Różany Ostrów). З озера випливає річка Ожиша і тече через озера Тикло і Снярдви. Річкою проходить шлях каное. Рослинність на берегах озера зазвичай ліс: сосна та ялина.
З представників тваринного світу, а саме риб в озері є: лящ, окунь звичайний, краснопірка, плітка звичайна.

## Півострів Америка
Півострів Америка лежить між озерами Ожиш і Вєрбінським, (іноді озеро називають затокою Вєрбінською).

### Рослинність півострова Америки
На обох берегах озера ростуть тінисті зарості вільхи чорної. Коріння деяких дерев, виступають набагато вище поверхні землі, створюючи своєрідну просторову форму. Болотна рослинність така як: паслін солодко-гіркий, М'ята водна, глечики жовті. В деяких місцях берег піщаний і легко доступний. Зростають також: лопухи, пустирник, кропива, чистотіл, полин. Далі на південний-схід півострова рослинність стає ширша і багатша. Там ростуть: чорниця, ожина, мохи та гриби восени. В лісі можна побачити окопи Другої світової війни. Також на південній околиці озера Вєрбінського простягаються верби.